# Harald Zingerle
Harald Zingerle (Bolzano, 16 febbraio 1973) è un ex hockeista su ghiaccio italiano.

## Carriera

### Club
Zingerle ha giocato per tutta la sua carriera nei campionati italiani. In seconda serie ha vestito le maglie di HC Latemar, HC Merano e Caldaro (con cui ha disputato anche una stagione in massima serie, nel 2003-2004, unica apparizione della compagine in serie A); nel massimo campionato ha poi a più riprese vestito la maglia dell'HC Bolzano, con cui ha vinto quattro scudetti, un Alpenliga ed un Torneo Sei Nazioni.

### Nazionale
Ha vestito sia la maglia della nazionale Under-18 (ha preso parte anche ad un europeo di categoria di gruppo B nel 1991) che dell'Under-20 (un mondiale di gruppo B nel 1993).
Ha giocato anche due incontri con la Nazionale maggiore, nel 1992: una gara amichevole con il Giappone, ed una contro una selezione di Calgary.

## Palmarès

### Club
- Campionato italiano: 4
Bolzano: 1994-1995, 1995-1996, 1997-1998, 1999-2000
- Alpenliga: 1
Bolzano: 1993-1994
- Torneo Sei Nazioni: 1
Bolzano: 1994-1995